# Rocío Silva-Santisteban
Rocío Yolanda Angélica Silva-Santisteban Manrique (Lima, 30 de enero de 1963) es una abogada, periodista, columnista, escritora, poeta, profesora y política peruana. Fue Secretaria Ejecutiva de la Coordinadora Nacional de Derechos Humanos desde 2011 hasta 2015.
Se desempeñó como congresista de la República desde el 16 de marzo de 2020 hasta el 27 de julio de 2021. En ese cargo, ejerció ad interim la Presidencia del Congreso de la República tras la renuncia de la Mesa Directiva anterior, entre el 15 y el 16 de noviembre de 2020.

## Trayectoria profesional
Nació el 30 de enero de 1963 en la ciudad de Lima. Rocío es hija de Aura Manrique Azáldegui y del reconocido historiador cajamarquino Fernando Silva Santisteban. Realizó sus estudios escolares en el Colegio Santa Úrsula de la ciudad de Lima.
Silva Santisteban estudió Derecho y Ciencias Políticas en la Universidad de Lima, en la cual recibió el grado de Bachiller en 1988. Obtuvo una maestría en Literatura Peruana y Latinoamericana en la Universidad Nacional Mayor de San Marcos y un doctorado en Lengua y Literatura Hispánica en la Universidad de Boston. De la misma manera, siguió un diploma en Estudios de Género en la Pontificia Universidad Católica del Perú.
Es periodista y docente universitaria en la Pontificia Universidad Católica de Perú.
De 2011 a 2015 se desempeñó como Secretaria Ejecutiva de la Coordinadora Nacional de Derechos Humanos.
En 1983 obtuvo el primer lugar en el concurso "La poetisa joven del Perú", organizado por la librería La mujer. También es ganadora de dos premios: Premio Copé de Plata por su poemario Ese oficio no me gusta (1986) y, también, Premio Copé de Plata por su poemario Las hijas del terror (2005) Se ha desempeñado como docente en la Universidad Nacional Mayor de San Marcos, Pontificia Universidad Católica de Perú,en la Universidad Antonio Ruiz de Montoya, como auxiliar en la Universidad de Boston y como asistente de investigación en la Universidad de Harvard.

## Trayectoria política

### Congresista
En las elecciones parlamentarias extraordinarias de 2020 postuló al Congreso por el Frente Amplio y resultó elegida como congresista. Vocera del Frente Amplio, ejerció ad interim la Presidencia del Congreso de la República tras la renuncia de la Mesa Directiva anterior, entre el 15 y el 16 de noviembre de 2020.
Asimismo, el 15 de noviembre, posterior a la renuncia del presidente interino Manuel Merino, el pleno del Congreso rechazó con 52 votos, pese a conversaciones previas, la lista a la presidencia del Parlamento encabezada por ella, lo que la hubiera convertido en la primera mujer en ejercer la presidencia de la República del Perú.

## Obra literaria

### Obra poética
- Asuntos circunstanciales (1984)
- Ese oficio no me gusta (1987)
- Mariposa negra (1993)
- Condenado amor (1995)
- Maternidad (1996)
- Turbulencia (2005)
- Las hijas del terror (2007)
- La máquina de limpiar la nieve (2024)

### Obra en prosa
- Me perturbas (1994)
- Reina del manicomio (2013)
- El quemadero (2023)

## Libros y artículos de investigación
- Las muchachas "malas" de la historia. MITIN (2019)
- Mujeres y conflictos eco territoriales. Impactos, estrategias, resistencias (2017)
- Perú: medios memoria y violencia. Conferencias de Hamburgo. (2014) LIMA. Universidad Antonio Ruiz de Montoya - Hamburg Universität - DFG.
- El Factor Asco. Discursos autoritarios y basurización simbólica en el Perú contemporáneo.  LIMA. Red para el Desarrollo de las Ciencias Sociales en el Perú (PUCP - IEP- UP).